# Vital II Michele
Vital II Michele (dont la date de naissance est inconnue) est le 38e doge de Venise, de 1156 à sa mort, le 28 mai 1172.

## Biographie
Vital Michele est le dernier doge élu par l'assemblée générale ou populaire, parce que, par la suite, c'est le conseil mineur qui s'attribue ce droit.
La situation extérieure est critique : en 1156 Manuel Ier Comnène, empereur de Byzance, concède à  Gênes des privilèges commerciaux équivalents à ceux accordés à Venise et Pise; l'empereur d'occident Frédéric Barberousse s'attaque aux communes libres afin de les soumettre ainsi que Venise, bien que formellement possession byzantine. De plus, Venise doit reconquérir Zadar et envahir le Frioul où s'est réfugié le patriarche d'Aquilée Ulrich Von Treffen, favorable à l'empereur, après avoir détruit le patriarcat et la ville de Grado, favorable à Venise.
En 1163, le patriarche Ulrich est battu et emprisonné : grâce à l'intercession du pape Alexandre III et au nom de l'alliance contre Barberousse signée par les communes italiennes par l'accord de Pontida du 1er décembre 1167 et que Venise a secrètement soutenu, le patriarche Ulrich est libéré à condition de verser une rançon provenant de son diocèse composée de 12 gros porcs, de 12 gros pains et d'un taureau destiné aux prisonniers et aux plus pauvres et à remettre le dernier jour avant les cendres. Douze, parce qu'il y eut douze notables, douze prélats et un patriarche à détruire Grado. De ces faits, naquit la tradition du jeudi gras et le dicton populaire couper la tête du taureau dans le sens de mettre fin à un problème.
En 1171, à Constantinople 10 000 Vénitiens sont arrêtés, tous les traités sont rompus ; les biens de Venise, bateaux compris sont confisqués. Le doge envoie une flotte mais l'empereur d'orient avait déjà établi de nouveaux accords avec les Pisans et les Génois ; la flotte est décimée par les bateaux des autres républiques et par la peste.
Venise vit une révolte populaire ; Vitale II tente une action diplomatique auprès de l'empire d'orient mais celui-ci précédemment humilié par le doge Domenico Morosini refuse toutes tentatives de réconciliation. Vitale II Michiel meurt poignardé par Marco Casolo à l'intérieur du monastère de  San Zaccaria le 28 mai 1172. Les ambassadeurs à Constantinople Sebastian Ziani et Orio Mastropiero qui deviendront doges, soutinrent la révolte.